# Bursztynnik

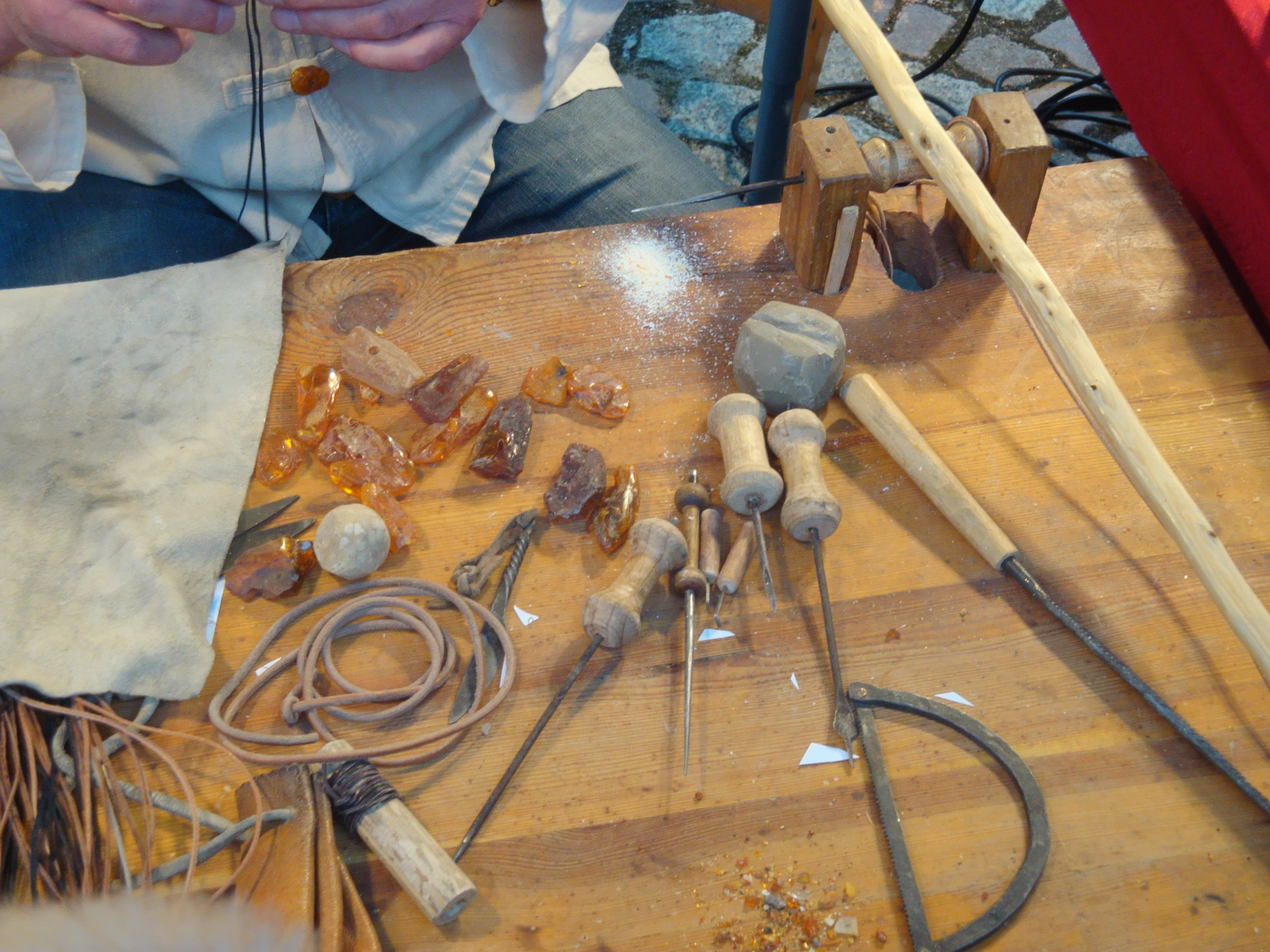
Narzędzia bursztynnika

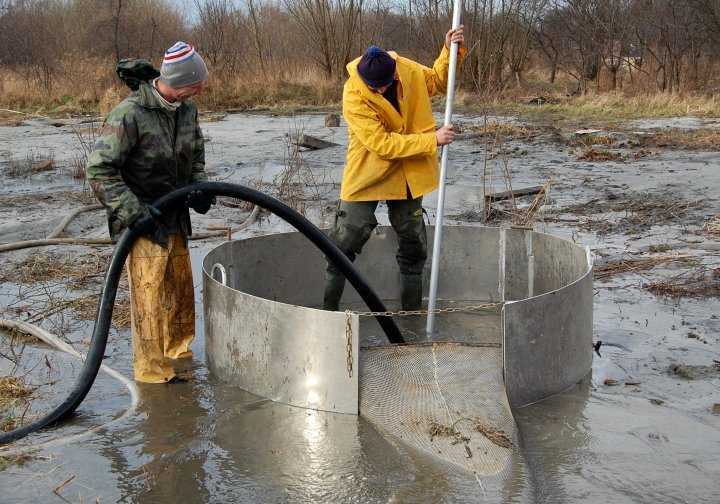
Bursztyniarze, osoby wydobywające bursztyn

Bursztynnik – rzemieślnik zajmujący się bursztyniarstwem, czyli wyrobem przedmiotów z bursztynu. Zawód ten nie występuje w oficjalnym wykazie rzemiosł. Uprawiany był na południowym wybrzeżu Bałtyku już od początków ludzkiego osadnictwa. Osoby zajmujące się obróbką bursztynu powołały Międzynarodowe Stowarzyszenie Bursztynników, które przyznaje tytuły Bursztynnika Roku.
Bursztyniarz – określeniem tym do lat 60. XX w. nazywano osoby zajmujące się wydobywaniem bursztynu.
Ważnym centrum działania bursztynników był i jest Gdańsk. Działał tam m.in. Nicolaus Turau i Michael Redlin (obaj w II poł. XVII w.), Christoph Maucher (1642-1706), współtwórca Bursztynowej Komnaty Gottfried Turau (początek XVIII w.) i Johan Georg Zernebach (lata 20. XVIII w.). Obecnie siedzibę w tym mieście ma Międzynarodowe Stowarzyszenie Bursztynników. W II poł. XX w. i na początku XXI w. w Trójmieście działali bursztynnicy Mariusz Drapikowski i Lucjan Myrta. Ośrodkiem bursztynnictwa ludowego były Kurpie, gdzie działał m.in. Wiktor Deptuła. 